# Halleyova kometa
Halleyova kometa (také často 1P/Halley) je kometa, která je ze Země vidět každých 75–76 let. Je nazvaná po Edmundu Halleyovi, který roku 1705 jako první předpověděl její návrat. Ke Slunci se přibližuje nejblíže na 88 miliónů km. Je nejznámější ze všech komet, které se objevují periodicky. Přestože se každé století objevuje mnoho jasnějších komet, Halleyova kometa je jediná, která se objevuje v krátkých časových intervalech a je viditelná pouhým okem.
Halleyova kometa ovlivnila znatelně lidskou historii. Naposledy se objevila v blízkosti Země v roce 1986, příště se objeví v roce 2061.

## Historie komety
Rozborem oběžné dráhy se ukázalo, že kometa byla zaznamenána už 30krát. První doložené pozorování se uskutečnilo v Číně 240 let před naším letopočtem. V roce 1705 informoval královský astronom Edmund Halley na setkání Královské společnosti v Londýně, že komety pozorované v letech 1531, 1607 a 1682 mají velmi podobné oběžné dráhy. Dospěl tedy k závěru, že se jedná o tutéž kometu. Halley navíc předpověděl, že se kometa vrátí roku 1758. Halleyova kometa se stala první objevenou periodickou kometou. Kometu již navštívilo pět meziplanetárních sond. Jednalo se o sovětské sondy Vega 1 a Vega 2, evropskou sondu Giotto a japonské sondy Suisei a Sakigake. Nejúspěšnější z nich byla sonda Giotto, která prolétla dne 14. března 1986 jen 596 km od jádra a pořídila první snímky. Vůbec poprvé bylo zblízka pozorováno jádro komety. U Halleyovy komety má rozměry 16 × 7 × 8 km.
Pokaždé, když Halleyova kometa prolétává okolo Slunce, ztratí asi 1 m vysokou povrchovou vrstvu, což odpovídá asi 600 miliónů tun materiálu. Při těchto úbytcích by se měla většina materiálu komety vypařit za asi 50 až 100 tisíc let.[zdroj⁠?!]

Oběžná dráha tří komet, Halleyova je vlevo nahoře.

Významné roky, ve kterých se objevila Halleyova kometa (výběr):
- 240 př. n. l. – historické záznamy ukazují, že čínští astronomové pozorovali Halleyovu kometu
- 12 př. n. l. – někteří teologové říkají, že tento průlet komety mohl zapříčinit biblický příběh o Betlémské hvězdě[1]
- 66 – v Talmudu se uvádí věta: „Každých 70 let se objevuje hvězda, kvůli níž lodě na moři bloudí.“
- 837 – v tomto roce Halleyova kometa prošla jen ve vzdálenosti 0,03 astronomických jednotek (AU), tj. asi 4,5 milionu kilometrů od Země
- 1066 – kometa se pokládala ze předzvěst porážky Anglosasů v bitvě u Hastingsu v Anglii, kde 14. října 1066 zahynul poslední anglosaský král Harold II. Godwinson.
- 1456 – kometa proletěla velmi blízko Země
- 1607 – v Praze kometu pozoroval Johannes Kepler
- 1835 – francouzský astronom Philippe Pontécoulant předpověděl přílet komety s chybou pouze 3 dnů; kometa se přiblížila Slunci na 22,3 milionů km[2]
- 1910 – v tomto roce byla kometa poprvé vyfotografována. Proletěla velmi blízko Zemi a novináři psali, že nebezpečné plyny z jejího ohonu mohou poškodit Zemi nebo způsobit nemoci. Nic se ale nestalo
- 1986 – v tomto roce kometa nedosáhla takové jasnosti jako předtím a mnoho lidí tak kometu vůbec nevidělo

Příští průlet komety kolem Země se předpokládá 29. července roku 2061 a následující 7. května roku 2134.

## Povrch
V letech 1984–1986 zkoumaly kometu sovětské sondy Vega 1 a Vega 2. O několik dní později evropská sonda Giotto proletěla kolem jádra v neuvěřitelně těsné vzdálenosti jen 600 kilometrů. V té době jsme získali první snímky jádra, které byly sice s nízkým rozlišením, ale poskytly nám alespoň prvotní informace o tom, jak vypadá.
Ukázalo se, že jádro komety je tmavé jako asfalt a odráží jen 4% světla. Se směsí štěrku, kamení, prachu a ledu připomíná konzistencí velmi znečištěnou sněhovou kouli. Povrch komety je nehomogenní a na různých místech odlišný.

## Ohlas
- Jaroslav Seifert nazval sbírku básní Halleyova kometa (1967).
- Jaromír Nohavica složil píseň „Kometa“ (1987), kterou zveřejnil v albu Darmoděj (1988).
- Slávek Janoušek složil píseň „Halleyova kometa“ (na LP "Cesty 85 - Panton na Portě" je uvedena pod názvem "Píseň nová o strašlivé s ocasem kometě")
- Deratizéři složili píseň "Kometa" (2005)
- Totální nasazení složili píseň „O hvězdáři a kometě“ (2014).
- Billie Eilish se o kometě zmiňuje ve své písni s názvem Halley's Comet na jejím albu z roku 2021
- Giotto v roce 1305 zachytil Halleyovu kometu na svém plátně „Klanění tří králů“.
- Michael Wellner Pospíšil nazval knihu druhoválečných vzpomínek svého otce Ladislava Pospíšila Ve znamení Halleyovy komety (1996).